# NGC 2444
NGC 2444 (również PGC 21774 lub UGC 4016) – galaktyka soczewkowata (S0), znajdująca się w gwiazdozbiorze Rysia. Odkrył ją Édouard Jean-Marie Stephan 18 stycznia 1877 roku. Galaktyka ta jest w trakcie zderzenia z sąsiednią NGC 2445, obie galaktyki zostały skatalogowane jako Arp 143 w Atlasie Osobliwych Galaktyk Haltona Arpa.